# 天主教曼德勒總教區
天主教曼德勒總教區 （拉丁語：Archidioecesis Mandalayensis）是緬甸一個羅馬天主教總教區，也是該國三個總教區之一。
附屬教區有密支那、八莫、臘戍、哈卡、卡萊五個教區。2004年有教友22,511人、30個堂區、48名司鐸。現任總主教為丁溫，榮休總主教為津通格拉文和芒當。
1866年11月27日設中緬甸代牧區，1870年7月19日易名北緬甸代牧區，1939年改稱曼德勒代牧區，1955年1月1日升為總教區。